# The Dance
The Dance is de eerste ep van de Nederlandse symfonische metalband Within Temptation. Naast drie nieuwe nummers bevat de cd twee remixen van nummers van het album Enter en een cd-rom gedeelte met achtergrondinformatie, foto's en een bonus-track.

## Tracklist
1. (cd-rom gedeelte)
2. The Dance
3. Another Day
4. The Other Half (Of Me)
5. Restless (Remix)
6. Candles & Pearls Of Light (Remix)